# Miralem Pjanić
Miralem Pjanić (født 2. april 1990 i Zvornik) er en bosnisk, professionel fodboldspiller, som spiller på den offensive midtbane for den tyrkiske klub Besiktas, udlejet fra FC Barcelona.
Han blev i år 2006 udtaget til U/17-EM for værtsnationen Luxembourg, hvor han scorede holdets eneste mål. Dette var muligt da hans familie under Balkankrigen flygtede til Luxembourg, hvorfor han også har luxembourgsk statsborgerskab. I 2007 valgte han dog i stedet at præsentere sit hjemland Bosnien-Hercegovina, og han spillede sin første landskamp i U/21-trøjen i 2008, samme år som han d. 20. august fik debut på det bosniske seniorlandshold i en venskabskamp mod Bulgarien.